# Y'en a dans le ventilo
Y'en a dans le ventilo (It Hits the Fan en version originale) est le premier épisode de la cinquième saison de la série animée South Park, ainsi que le 66e épisode de l'émission.

## Synopsis
South Park est en effervescence. La sulfureuse série Cop Drama va oser prononcer le mot « merde » à la télévision, le rendant ainsi parfaitement utilisable par tout le monde sans limitation. Mais le mot « merde » est maudit.